# Давід Брас
Давід Брас (порт. David Braz, нар. 21 травня 1987, Гуарульюс) — бразильський футболіст, захисник клубу «Флуміненсе».
Виступав, зокрема, за «Фламенго», з яким став чемпіоном Бразилії, «Сантус», з яким став переможцем Рекопи Південної Америки, та «Флуміненсе», ставши у його складі володарем Кубка Лібертадорес. Також грав за молодіжну збірну Бразилії.

## Клубна кар'єра
Народився 21 травня 1987 року в місті Гуарульюс. Вихованець футбольної школи клубу «Палмейрас». Дебютував у першій команді 10 лютого 2007 року в матчі проти «Брагантіно» в матчі чемпіонату штату Сан-Паулу. Загалом у 2007 році він провів 12 матчів у чемпіонаті штату, 11 з яких провів у стартовому складі команди з Сан-Паулу. Він забив свій перший гол за «Палмейрас» 14 лютого 2007 року в матчі Кубка Бразилії проти «Операріу». Загалом у 2007 році він зіграв у трьох матчах Кубка Бразилії. 13 травня 2007 року він дебютував у бразильській Серії A в матчі проти «Фламенгу» і загалом за сезон 2007 року він провів 15 матчів у вищій футбольній лізі Бразилії. Наступного сезону Давід виграв з командою чемпіонат штату, але у турнірі провів 6 лише матчів і забив 1 гол. 25 травня 2008 року він забив свій перший гол у Серії А у матчі проти «Португези», відкривши рахунок на 20-й хвилині, але зіграв лише у 2 іграх чемпіонату. В результаті 31 грудня 2008 року закінчився його контракт з «Палмейрасом» і сторони вирішили його не продовжувати.
19 січня 2009 Давид Брас підписав контракт на чотири з половиною роки з грецьким «Панатінаїкосом». Він дебютував за команду 15 березня, замінивши свого співвітчизника Марсело Маттоса в грі проти «Трасівулоса» (0:1). Зігравши лише у 3 іграх чемпіонату, влітку того ж року команді потрібно було звільнити місце для іноземного гравця, тому вони вирішили відправити Давіда в оренду до «Фламенго» терміном на один рік. Він дебютував 9 серпня в домашньому матчі проти «Корінтіанса» (1:0), а 6 грудня в останньому матчі чемпіонату, який став вирішальним для перемоги в турнірі, він зрівняв рахунок у матчі проти «Греміо», допомігши своїй команді виграти 39-й титул чемпіонату Бразилії. 12 серпня 2010 року «Фламенгу» придбав 60 % його прав, і гравець підписав новий чотирирічний контракт.

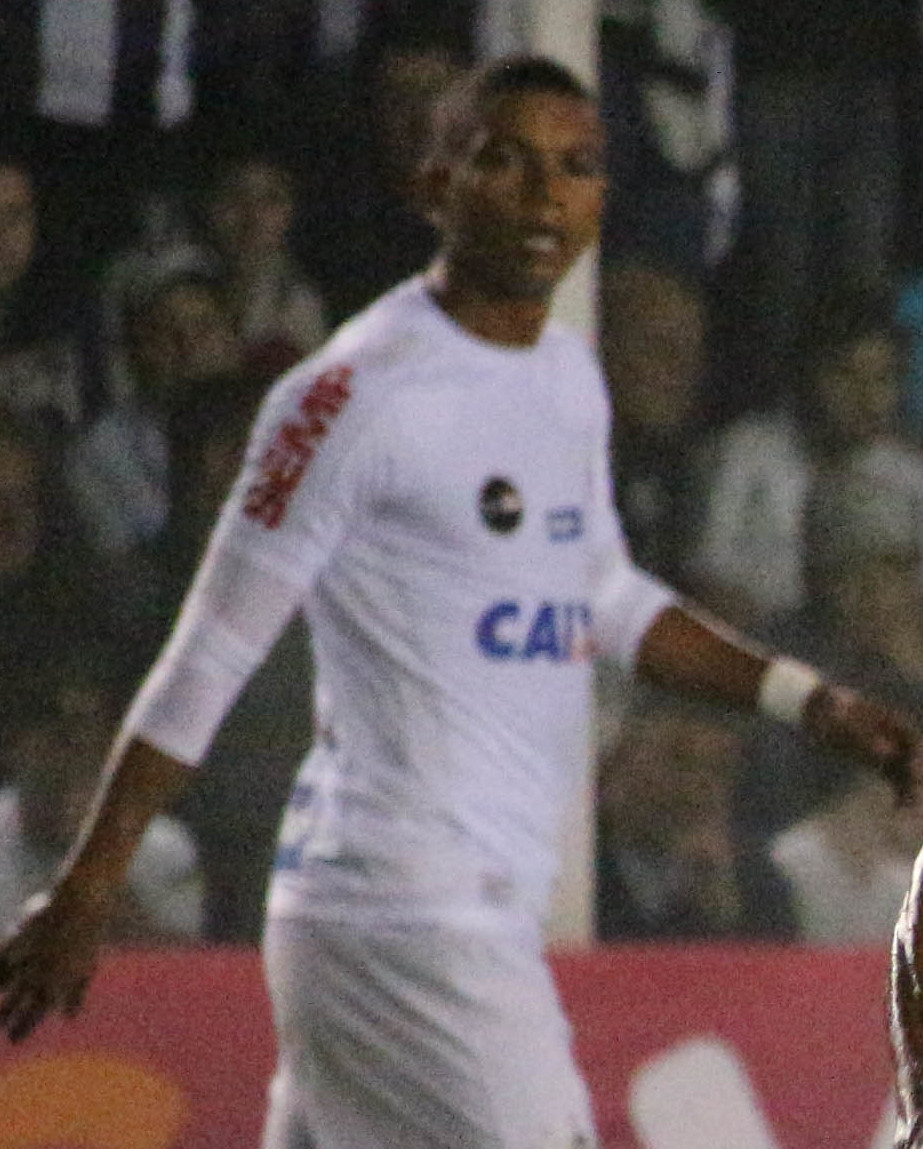
Давід Брас під час виступів за «Сантос». 2017 рік.

18 травня 2012 року Брас перейшов до «Сантоса» разом із одноклубником Рафаелем Гальхардо в обмін на Ібсона. У новій команді Давід був дублером Еду Драсени та Дурвала, з'явившись лише в семи матчах до кінця року. В результаті протягом 2013 року він виступав на правах оренди за клуб «Віторія» (Салвадор), але і там грав лише у Південноамериканському кубку.
На початку 2014 року він повернувся до «Сантоса», де після травм Драсени та Густаво Енріке став основним гравцем на останньому етапі чемпіонату штату Сан-Паулу. У фіналі турніру 2015 року захисник забив гол Пейше в основний час і реалізував перший післяматчевий пенальті команди, допомігши їй здобути трофей. 18 серпня він продовжив контракт із «Сантосом» ще на чотири сезони, до грудня 2019 року. 4 жовтня 2015 року він провів свою 100-у гру за клуб, зігравши в домашньому матчі проти «Флуміненсе» (3:1), а наступного сезону знову виграв чемпіонат штату. Будучи постійним гравцем у наступні роки, Брас провів свій 200-й матч за клуб 5 квітня 2018 року в грі проти «Естудьянтеса» (Ла-Плата).
8 серпня 2018 року Брас був орендований турецьким «Сівасспором» на один рік із правом викупу за 2 мільйони євро. Всього за клуб провів 31 матч і забив три голи, після чого 25 травня 2019 року перейшов у «Греміо». Спочатку він грав у стартовому складі, але 2021 року втратив місце в основі і 16 квітня розірвав свій контракт. Всього Девід Брас провів за клуб 68 матчів в усіх турнірах і забив сім голів.
16 квітня 2021 року Брас підписав угоду з «Флуміненсе» до квітня 2023 року. Наприкінці 2022 року він продовжив контракт із клубом до червня 2024 року з опцією продовження до грудня того ж року. З «Флуміненсе» він виграв Кубок Лібертадорес 2023 року.

## Виступи за збірні
Виступав у складі юнацької (U-18) та молодіжної збірної Бразилії. У 2006 році він виграв турнір Torneio Mediterrâneo, що проходив в Іспанії, разом зі збірною Бразилії до 20 років. У 2007 році разом з цією командою він виграв молодіжний чемпіонат Південної Америки, що проходив у Парагваї. Під час турніру він забив гол у матчі проти збірної Уругваю, відкривши рахунок на 14-й хвилині. Він також був викликаний тренером Нельсоном Родрігесом на молодіжний чемпіонат світу 2007 року, який проходив у Канаді, але там на поле не виходив.

## Титули і досягнення
- Переможець Ліги Пауліста (3):

«Палмейрас»: 2008
«Сантус»: 2015, 2016
- Чемпіон Бразилії (1):

«Фламенго»: 2009
- Переможець Ліги Каріока (3):

«Фламенго»: 2011
«Флуміненсе»: 2022, 2023
- Переможець Рекопи Південної Америки (1):

«Сантус»: 2012
- Володар Кубка Лібертадорес (1):

«Флуміненсе»: 2023